# Джезаил
Джезаил (персийски: جزایل) е преднопълнещо оръжие, ръчно изработена дълга пушка, използвана в Британска Индия, Централна Азия и части от Близкия Изток в миналото, особено в Афганистан.

## Характеристика
Джезаилите обикновено са ръчно изработени оръжия, разнообразни в своята конструкция. Джезаилите се разглеждат като лично оръжие и за разлика от типичните военни оръжия от онова време, които са били обикновени и утилитарни, джезаилите са добре изработени и обикновено са сложно украсени.
Джезаилите имат много дълги цеви. Такива дължини никога не са били често срещани в европейските пушки (с изключение на испанската espingarda около 15 век), но са били по-често срещани в американските пушки (the Kentucky Rifle). Американските пушки са били използвани за лов и са били с по-малък калибър (.35" до .45" / ~9 до~11.5 mm). Джезаилите са били предназначени за водене на война и са с по-голям калибър (0.50 до 0.75 инча / ~12.7 – 19 mm). Джезаилите обикновено тежат около 12 до 14 паунда, в сравнение с 9 до 10 паунда за типичен мускет. Голямото тегло на джезаила поглъща повече енергия при по-малко откат.
Много джезаили сас гладки цеви, но има и нарезни. Това съчетано с голямата дължина на цевта, прави тези оръжия много точни за времето си.
Запалителния механизъм обикновено е фитилен или кремъчен. Тъй като кремъчните механизми са сложни и трудни за производство, много джезаили ползват механизма от трофейни мускети.
Прикладите са ръчно изработени, богато украсени и с отличителна извивка, която не се вижда при други мускети. Функцията на тази крива е дискутирана; може да е чисто декоративна или може да е джезаилът да бъде прибран под мишницата и притиснат плътно към тялото, за разлика от придържането към рамото като типичен мускет или пушка. Аргументът срещу този метод на стрелба е, че облака газове от запалителния отвор би бил опасно близо до лицето и оръжието би било по-трудно да се прицели. По-вероятно е пушката да е била прибрана само под мишницата, докато е стрелеца е на кон или камила. Оръжието е ползвано като се хваща приклада близо до спусъка, като пистолет, докато извитата част е прибрана под предмишницата на стрелеца, което позволява с пушката да бъде стреляно с една ръка.
Джезаилите често имат двунога или друга опора при стрелба.

## Англо-афганистански войни
През този период джезаилът е основното оръжие на таджикските воини от Кохистан и е използван с голям ефект срещу британските войски. Гладкоцевните британски мускети Brown Bess са ефективни на не повече от 150 ярда и точни до 50 ярда. Поради предимството им в обхвата, бунтовниците от Пуштун обикновено използват джезаила от върховете на скалите по долини и дефилета в засади. Тази тактика многократно опустошава британците по време на оттеглянето им от 1842 г. от Кабул в Джалалабад. Въпреки далекобойността, британските сили обикновено успяват да победят въоръжените пущуни с джезаил, когато се бият на сравнително равен терен.

## В британската литература
Най-забележителният в западната литература джезаил е оръжието, което ранява д-р Уотсън – измислен биограф на измисления детектив Шерлок Холмс – в битката при Maiwand по време на военната му служба в Афганистан. В Етюд в червено Уотсън споменава, че е ранен в рамото. В знака на четиримата обаче Уотсън дава местоположението на раната като в крака си. В „Приключението на благородния ерген“ Уотсън казва че куршума от джезаил е „в един от крайниците ми“. Тези несъответствия предизвикат дебат от феновете на Шерлок Холмс за това кое от тези места е „правилното“ местоположение на раната.

## Съвременна употреба
Джезаилът вече не вижда широко приложение в битки от всякакъв характер. Ограничен брой обаче са ползвани от моджахедски бунтовници по време на съветско-афганистанската война.
|  | Тази страница частично или изцяло представлява превод на страницата Jezail в Уикипедия на английски. Оригиналният текст, както и този превод, са защитени от Лиценза „Криейтив Комънс – Признание – Споделяне на споделеното“, а за съдържание, създадено преди юни 2009 година – от Лиценза за свободна документация на ГНУ. Прегледайте историята на редакциите на оригиналната страница, както и на преводната страница, за да видите списъка на съавторите. ВАЖНО: Този шаблон се отнася единствено до авторските права върху съдържанието на статията. Добавянето му не отменя изискването да се посочват конкретни източници на твърденията, които да бъдат благонадеждни. |